# Длинная короткошипая акула
Длинная короткошипая акула (лат. Centrophorus acus) — вид хрящевых рыб рода короткошипых акул одноимённого семейства отряда катранообразных. Эти малоизученные акулы были обнаружены в Тихом океане и центрально-западной части Атлантики в Мексиканском заливе на глубине свыше 200 м. Размножаются яйцеживорождением. Максимальная длина 161 см.

## Таксономия
Впервые вид описан в 1906 году. Голотип представляет собой самца длиной 81 см. Родовое название происходит от слов др.-греч. κεντρωτός — «утыканный шипами» и др.-греч. φορούν — «носить», а видовое происходит от слова лат. acus — «игла». 
Видовая идентификация акул из центрально-западной Атлантики требует дальнейшего рассмотрения. В 1998 году было сделано предположение, что особи из этого региона представляют собой отдельный еще неописанный вид. Однако до тех пор, пока не будет получено больше материала для исследований из центрально-восточной Атлантики, к ним будет применяться название Centrophorus acus. Для выявления связи между длинной короткошипой акулой и Centrophorus niaukang также необходимы дальнейшие исследования, которые в прошлом были ограничены недостатком образцов, в том числе взрослых акул.

## Ареал
Длинные короткошипые акулы встречаются в северо-западной и центрально-восточной части Тихого океана. Номинально они присутствуют в центрально-западной части Атлантического океана. Этих акул находили у берегов Французской Гвианы, Японии (юго-восток Хонсю), Филиппин, Тайваня, Китая и США. Они держатся на континентальном шельфе и в верхней части материкового склона на глубине от 150 до 900 м, в основном глубже 200 м. У Филиппин длинную короткошипую акулу поймали на глубине 1786 м. Длинные короткошипые акулы из центрально-западной части Атлантики встречаются на глубине от 630 до 915 м.

## Описание
У длинных короткошипых акул удлинённое тело и рыло. Расстояние от кончика рыла до рта меньше ширины рта, но больше расстояния от рта до основания грудных плавников. Анальный плавник отсутствует. Глаза очень крупные. Позади глаз имеются брызгальца. У фронтального основания спинных плавников имеются крупные шипы. Заострённые зубы имеют форму лезвий. Нижние зубы намного крупнее верхних. Тело покрывают плакоидные трёхзубчатые чешуи в виде листьев. По бокам чешуи наполовину перекрывают друг друга. Каудальный свободный конец грудных плавников узкий и удлинённый, он длиннее основания.
Первый спинной плавник довольно длинный и низкий. Второй спинной плавник примерно равен с ним по высоте. Длина его основания составляет 3/4 от длины основания первого спинного плавника. Расстояние между основаниями спинных плавников у взрослых приблизительно равно дистанции между кончиком рыла и серединой основания грудных плавников. Хвостовой плавник асимметричен, нижняя лопасть развита слабо. Латеральные кили и прекаудальная выемка на хвостовом стебле отсутствуют. У края верхней лопасти хвостового плавника имеется вентральная выемка. 
Максимальная зарегистрированная длина составляет 161 см (взрослая самка с пятью яйцами диаметром 5,5 см в увеличенной матке).

## Биология
Длинные короткошипые акулы размножаются яйцеживорождением. На основании поимки самки с пятью яйцами было сделано предположение, что помёт у них невелик. Вероятно, они поздно созревают. Самки могут достигать половой зрелости в возрасте более 20 лет, а самцы свыше 10 лет. Половой зрелости самки достигают при длине тела 161 см (была поймана неполовозрелая самка длиной 154 см), а самцы — от 100 до 105 см.

## Взаимодействие с человеком
Длинные короткошипые акулы не представляют опасности для человека. Подобно прочим глубоководным акулам со схожим жизненным циклом они чувствительны к перелову. В качестве прилова они попадают в коммерческие донные ярусы, тралы и жаберные сети, ориентированные на глубоководных акул. Пойманных в восточной Атлантике акул перерабатывают на рыбную муку, однако, они не представляют существенной коммерческой ценности. В ЮАР жир их печени высоко ценится как лекарственное средство. Международный союз охраны природы присвоил этому виду статус «Близкий к уязвимому положению».